# Mariavitismus
Mariavitismus je náboženské hnutí vzniklé v Polsku na přelomu 19. a 20. století, které vychází ze zjevení Božího Milosrdenství, které měla řeholnice Marie Františka Kozlowská. Když obdržela toto zjevení roku 1893, vzala na sebe úkol mravního pozvednutí duchovenstva. Mariavitské společenství původně působilo v rámci římskokatolické církve a zachovávalo její zvyky a duchovní cvičení. V roce 1906 toto mariavitské společenství bylo z římskokatolické církve vyloučeno. Roku 1935 došlo k bolestnému rozkolu v mariavitismu, v jehož důsledku se vyvinula dvě mariavitská společenství.
V r. 2020 se k mariavitismu hlásí cca 30 tisíc polských křesťanů – v 3 diecézích v Polsku a v zahraniční provinci ve Francii. 
Mariavité se opírají o katolické pravdy víry a mravů. Tyto principy jsou zahrnuty v knihách Písma svatého (Starého a Nového zákona), dogmatech a tradici původní církve, určených na sedmi prvních koncilech. Opírají se také o zjevení Božího Milosrdenství, kterého dosáhla zakladatelka mariavitismu, svatá Marija Franciszka Kozlowská, a které ukazuje záchranu světa ponořeného ve hříších. Touto záchranou je úcta a adorace Ježíše Krista, přítomného v Nejsvětější Svátosti a ve volání Neustálé Pomoci Panny Marie. Mariavité neuznávají dogmata, zvláště ta, která byla vyhlášena Katolickou církví po Velkém rozkolu  v r. 1054. Veškeré služby v církvi jsou zdarma v souladu s pokynem Kristovým Zadarmo jste dostali, zadarmo dávejte. Kněží mohou přijmout dobrovolnou odměnu za své služby, ale nemohou ji požadovat. Mariavité neuznávají vyloučení ze svého společenství z náboženských důvodů (exkomunikaci).
V současné době se mariavitismus v Polsku dělí na dvě společenství: Katolická církev Mariavitů (se sídlem ve Felicjanowie - má mít podle vlastních údajů cca 5.000 věřících) a Starokatolická církev mariavitů (se sídlem v Plocku – tato je členem Utrechtské unie starokatolických církví). Dále existují mariavitská společenství v Německu, Švédsku, Francii, Paraguayi, Spojených státech amerických, Brazílii a Argentině. Některá mariavitská společenství (včetně Katolické církve mariavitů v Polsku) připouštějí svěcení žen.